# 琥珀
- 關於孟京辉导演的话剧，請見「琥珀 (话剧)」。
- 關於凯斯琳·温索所著小说，請見「琥珀 (小说)」。

琥珀是松科松屬植物的樹脂化石，其狀態透明似水晶，色澤如瑪瑙。不透明的琥珀又稱蜜蠟，蠟狀的光澤和質感為期特色。自新石器時代開始，它的美就被人們讚譽。琥珀能製成各種各樣裝飾品，是從古至今備受重視的寶石之一。
琥珀的硬度为2~2.5，用小刀甚至指甲可以刻划。琥珀的相对密度为1.08，是已知宝石中最轻的物件，在饱和的浓盐水中可以悬浮。
琥珀可分為五個級別，根據其化學成分的基礎上定義，因為它源於質感為軟和黏的樹脂，有時它會含有動植物的材料包裹其中。若琥珀在煤層中也被稱為樹脂體，而「灰黃琥珀 (ambrite)」這字詞是特別應用於在新西蘭煤層中找到的灰黃色琥珀。模仿天然琥珀产生过程、以松香及昆虫制成的产品被称为“人工琥珀”。

## 形态
琥珀为非晶质体，外形各自相异，常见结核状、瘤状、水滴状等；有些具放射状纹理。一般产自砾石层的琥珀呈圆形、椭圆形或一定程度上磨圆的不规则形，并可能有一层薄的不透明皮膜。

## 分类
在商业上，常根据琥珀不同的成因、产地及特征来进行命名。结合商业习惯称呼，琥珀的主要类型有血珀、金珀、蜜蜡、金绞蜜、香珀、花珀、虫珀、石珀、蓝珀等，另外还有灵珀、水珀、明珀、蜡珀、红松脂等其它类型。

## 歷史
中国古代认为老虎死时，精魄隨即进入地下，化为石头，故称之为“虎魄”，后改称“琥珀”。英文字詞"Amber"是源自阿拉伯語"Anbar"，中世紀拉丁語稱為"Ambar"，以及中古法語稱為"Ambre"。這個英文字詞在14世紀的中古英語是指的是現在所謂的龍涎香，或稱為「灰琥珀」，是源自抹香鯨的一種堅實的蠟狀物質。在羅曼語族，這個詞的意義已經逐漸被擴展到早於在13世紀晚期之波羅的海琥珀。它最初被稱為「白色琥珀」或是「黃色琥珀」，這個名稱的英語早於15世紀早期已經使用。
四千萬年前，歐洲北部有大片森林。那時的氣候溫暖，樹脂由今日松杉的祖先植物裏淌下。經過快速的地層掩埋、擠壓與地熱變化，樹脂得以變成化石。到了今天，許多北歐大片的地方變成了海底，這就是世上的琥珀大多出產於波羅的海沿岸的原因。丹麥是全球第一個發現琥珀的國家。

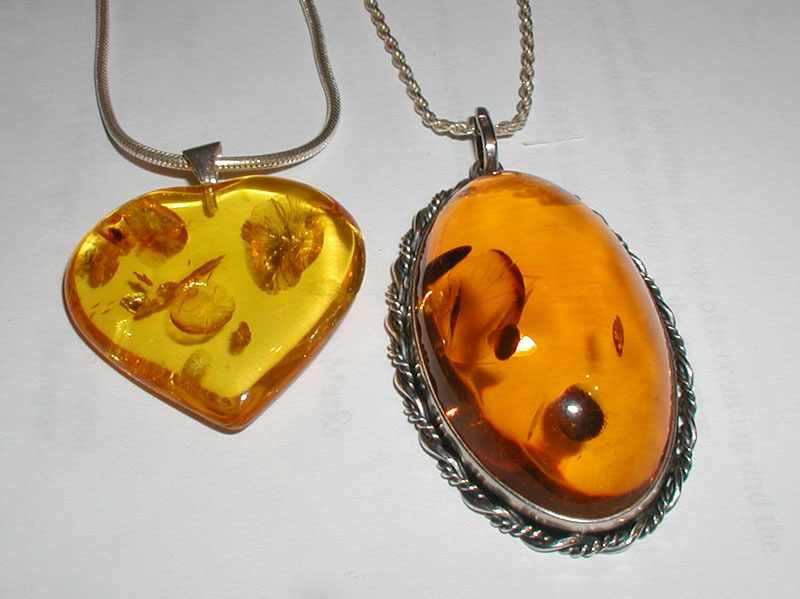
琥珀飾品
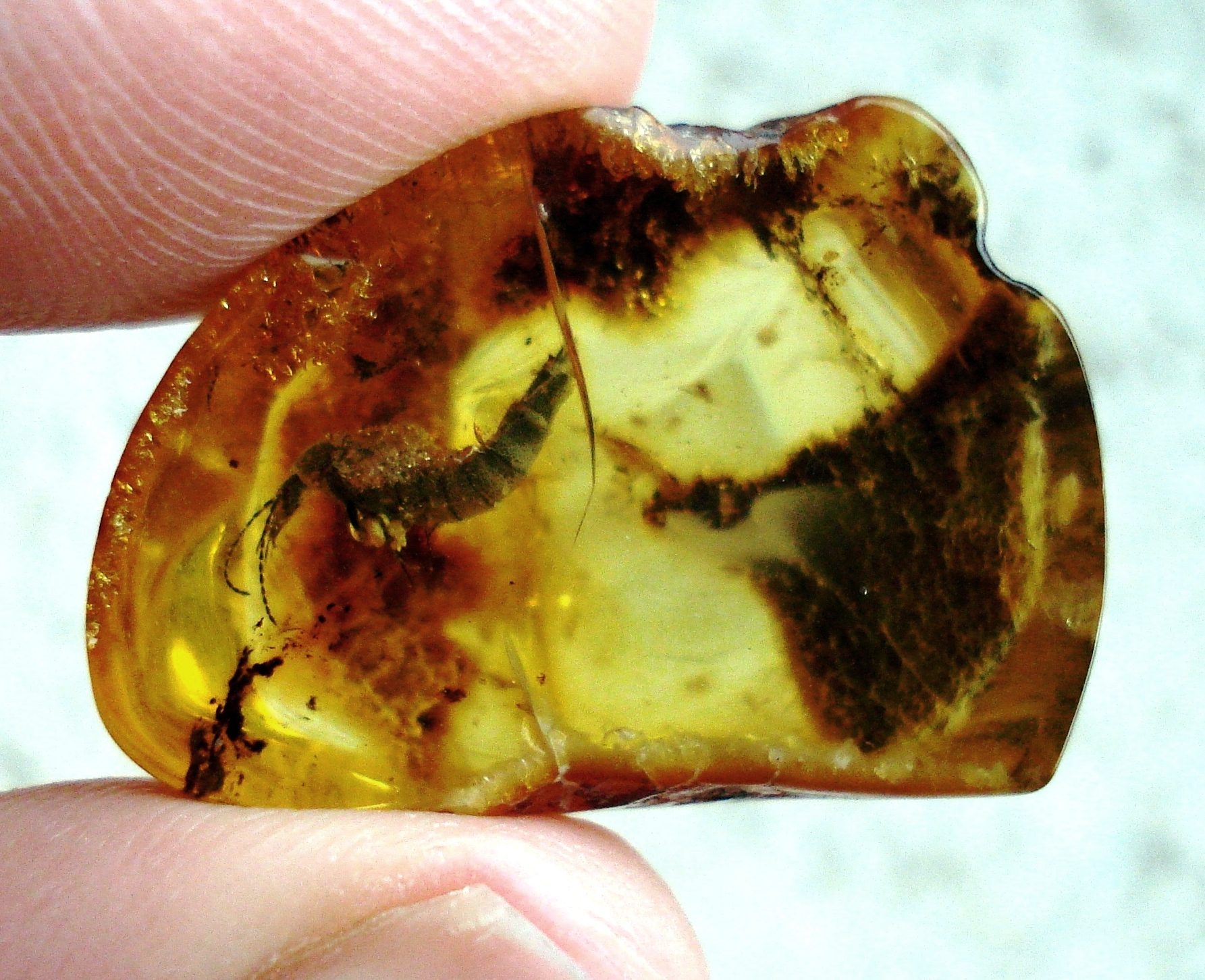
Coleoptera, Staphylinidae
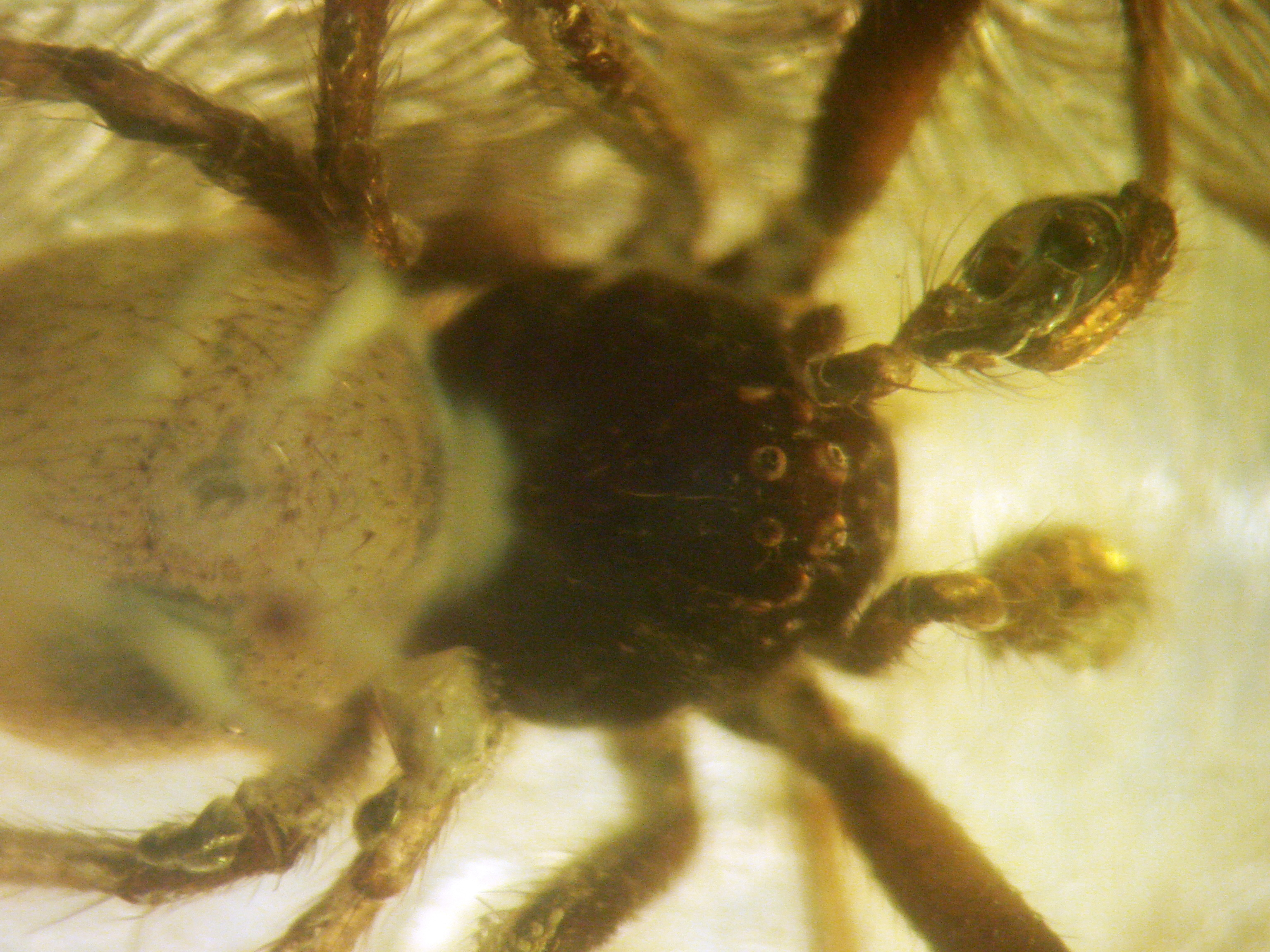
Arachnida,Araneae
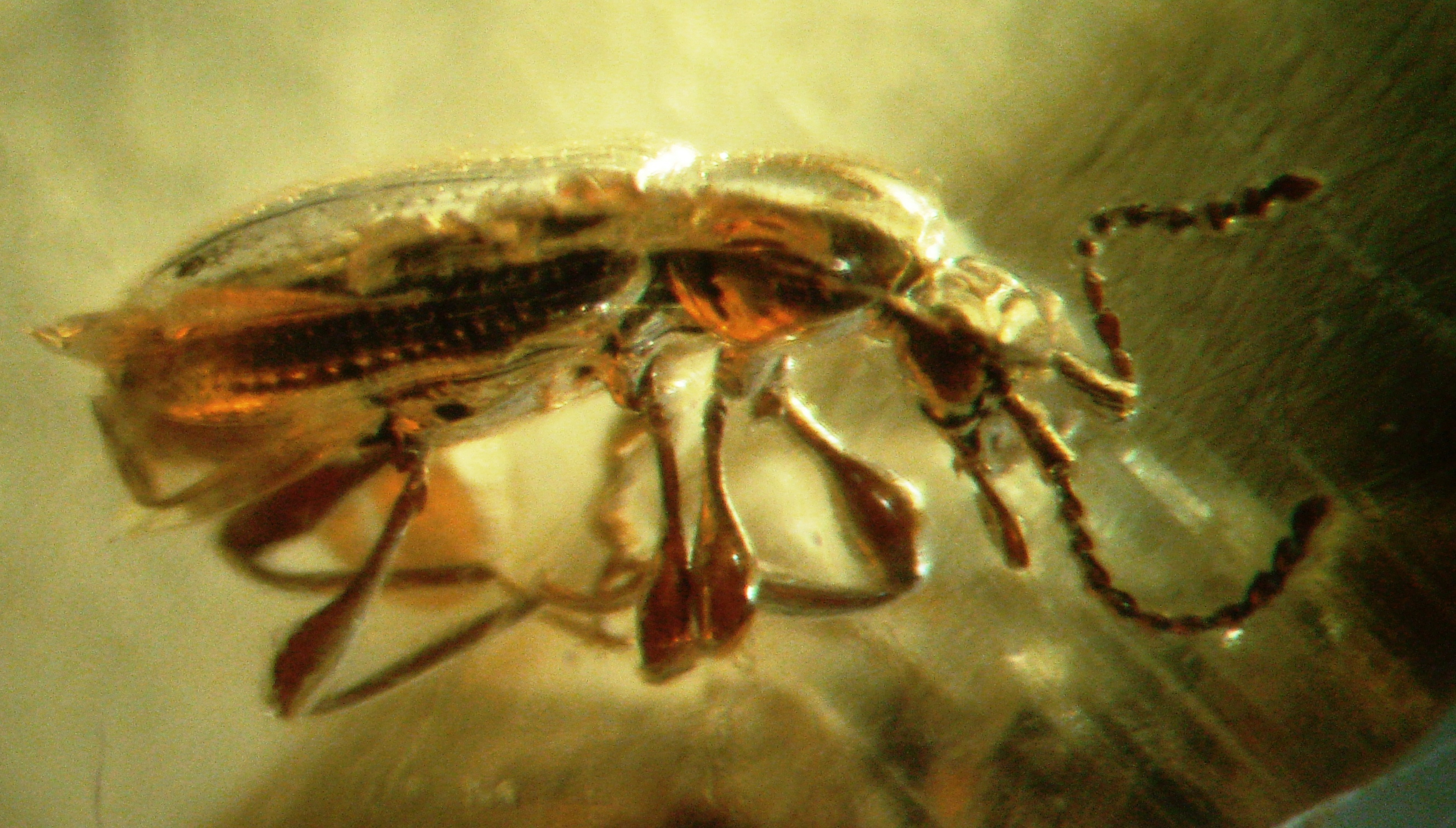
Coleoptera Scydmaenidae
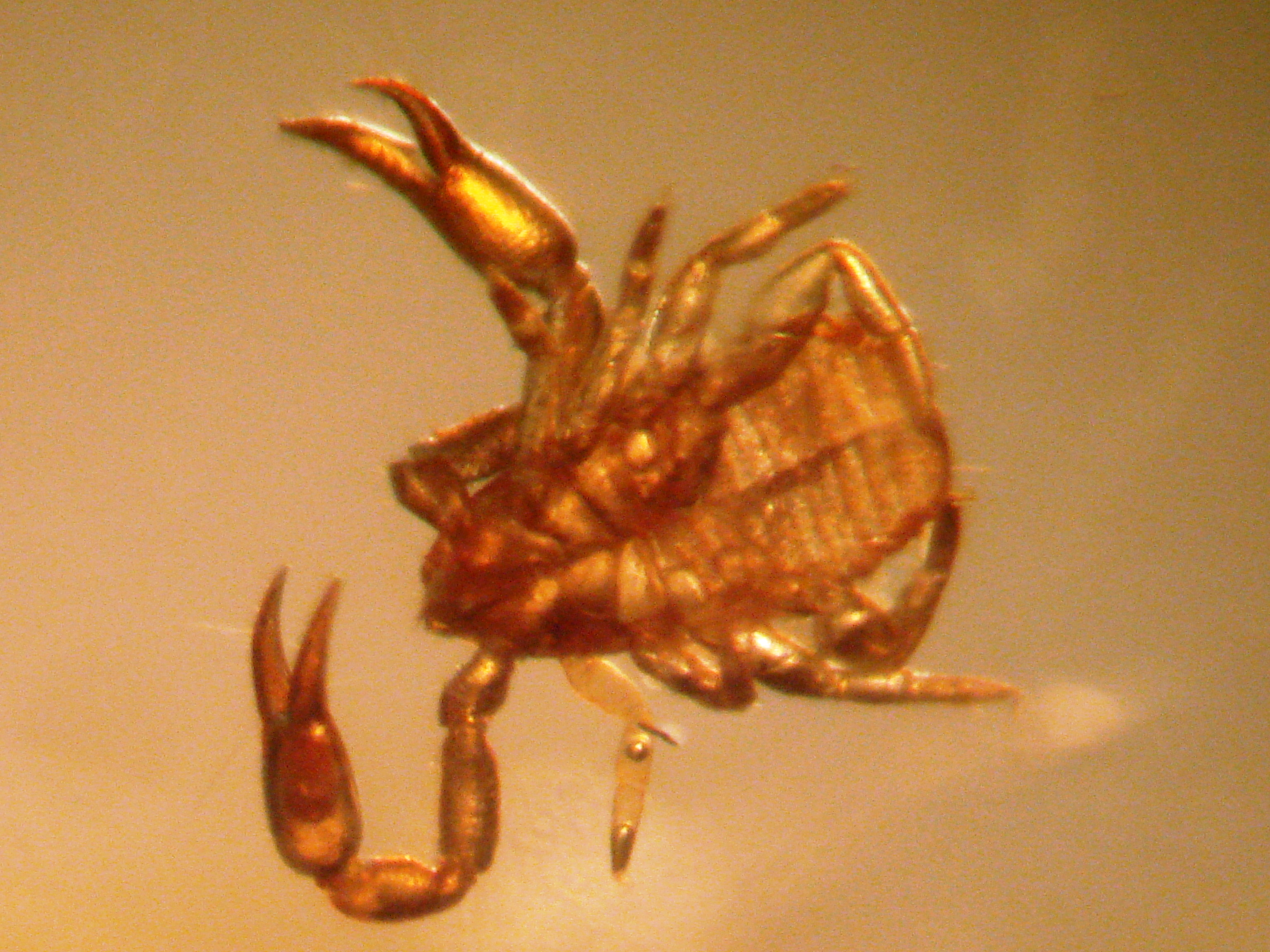
Arachnida Pseudoscorpion
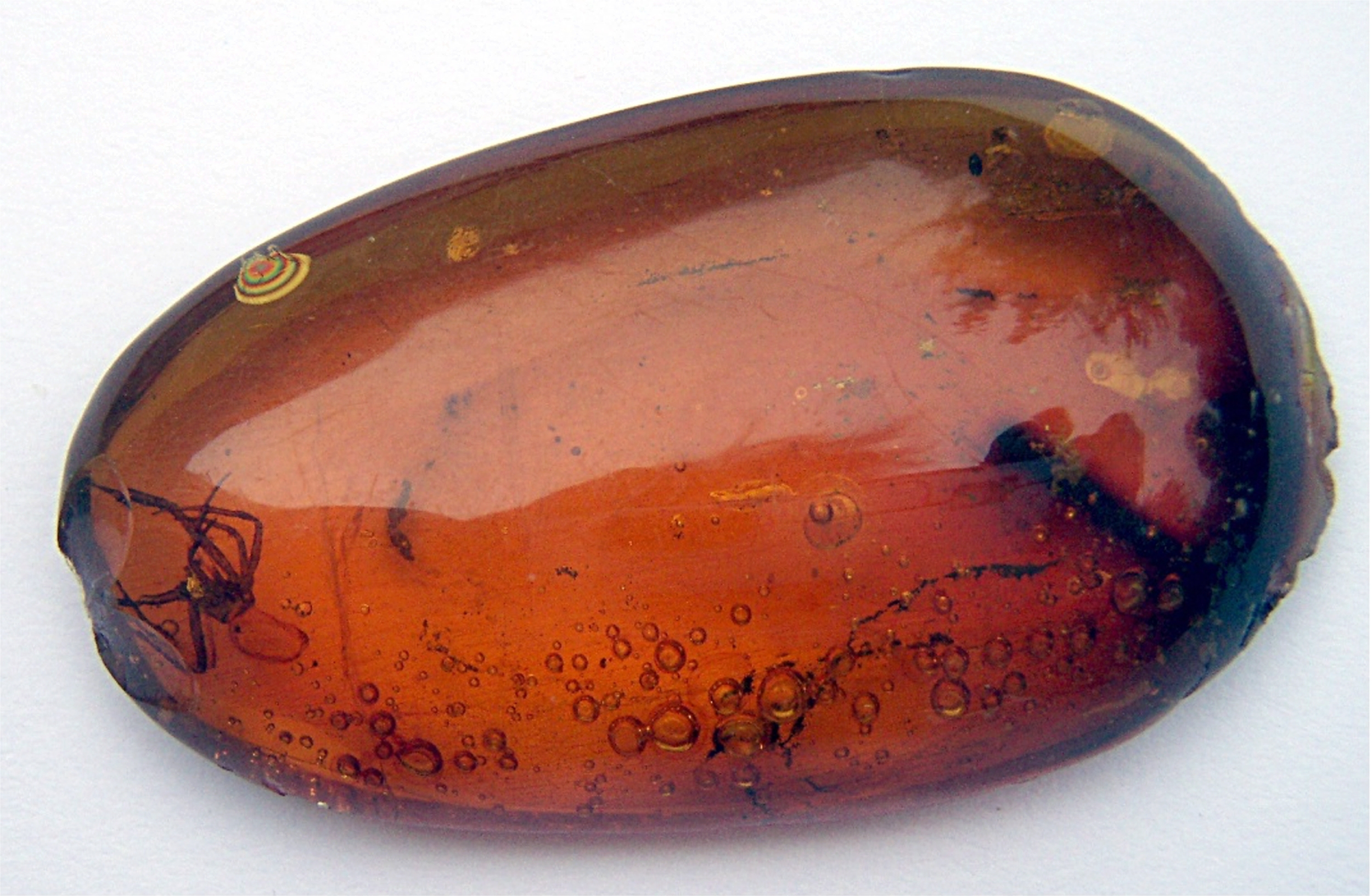
琥珀與蜘蛛化石
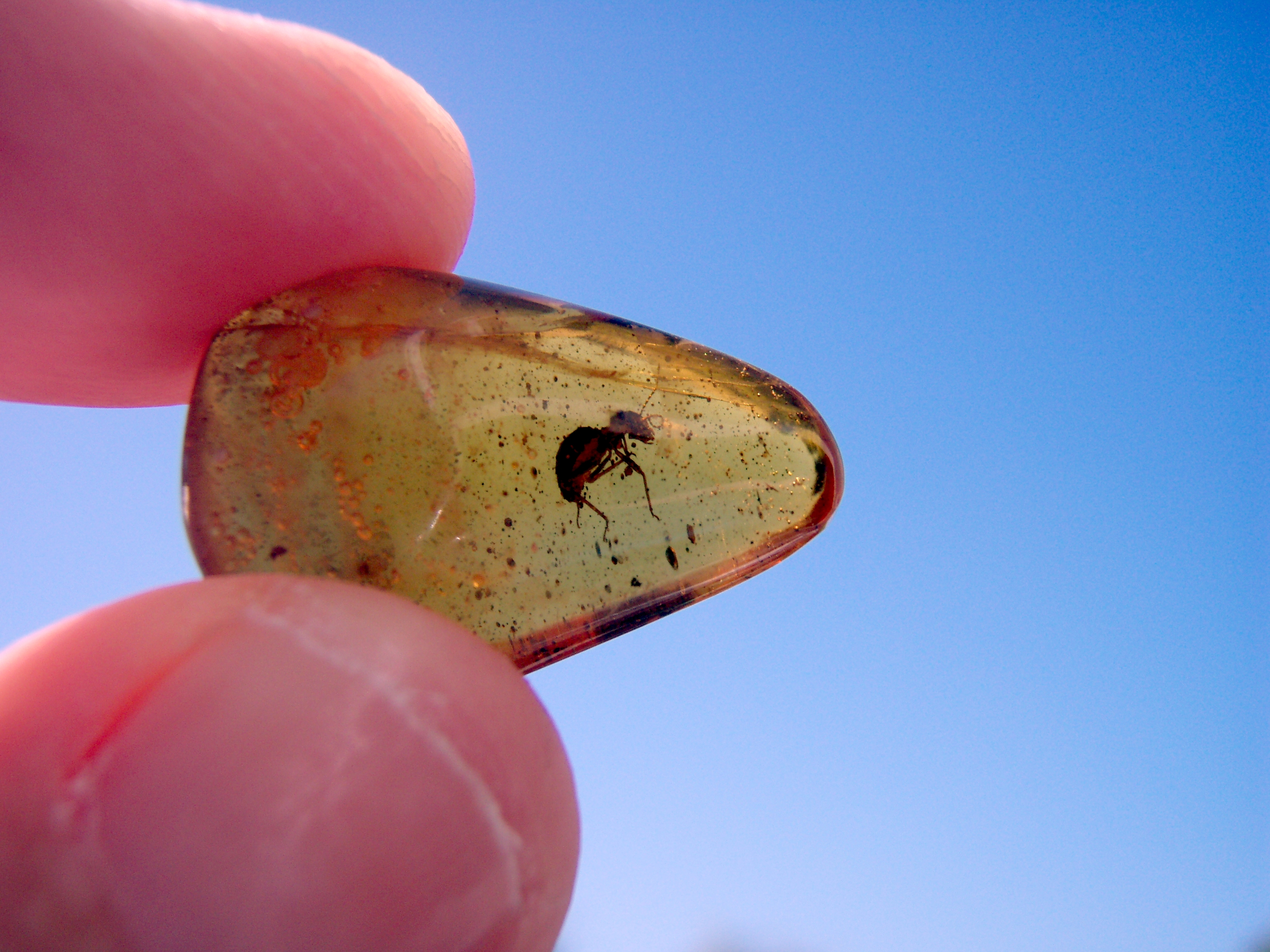
琥珀與螞蟻化石

## 產地
琥珀的產地眾多，主要有波羅的海沿岸国家：波蘭、德国、丹麥、俄罗斯，緬甸，義大利的西西里岛，美國的紐澤西州、懷俄明州、阿拉斯加州及日本、印度、法國、英國等地區，另外，台灣、紐西蘭、中國也有少量琥珀出產。
全世界75%—85%的琥珀產於波羅地海沿岸的波蘭、俄羅斯、立陶宛等國家。波羅的琥珀顏色金黃，透明與不透明的都有，品質佳，適於做為首飾。

## 延伸阅读
[在维基数据编辑]
 《欽定古今圖書集成·經濟彙編·食貨典·琥珀部》，出自陈梦雷《古今圖書集成》
- 琥珀宮

## 外部連結
- 特大琥珀 Te Da Hu Po （页面存档备份，存于） 中藥標本數據庫 (香港浸會大學中醫藥學院) （繁體中文）（英文）